# Голод в Финляндии (1866—1868)

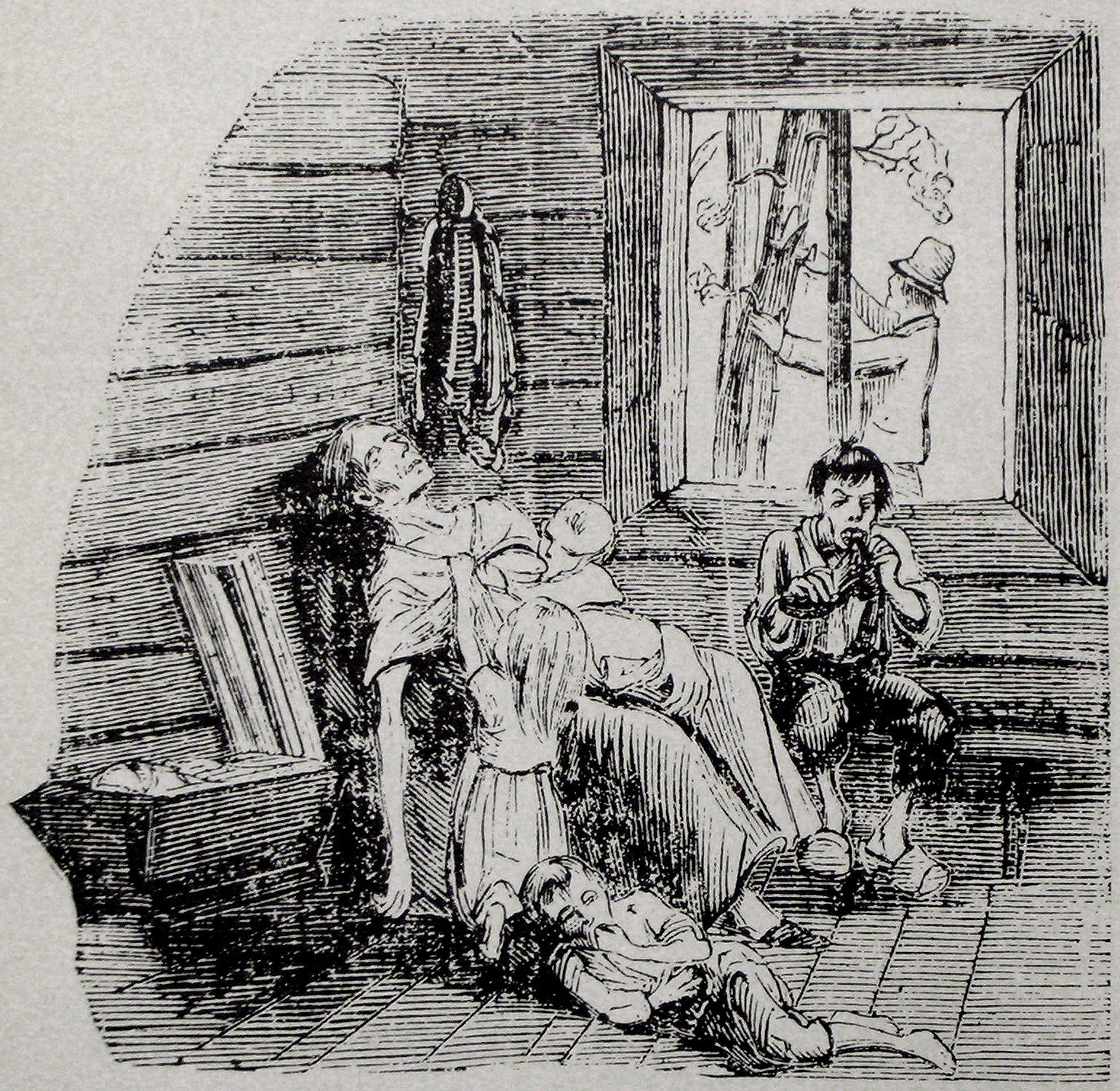
Голод в Финляндии, 1866—1868

Го́лод в Финля́ндии 1866—1868 годо́в — последний массовый голод в Финляндии. В финской историографии явление известно как «Годы великого голода» (фин. Suuret nälkävuodet).
Около 15 % всего населения Великого княжества Финляндского погибло, а в районах, где голод свирепствовал, — до 20 %.

## Предисловие
В условиях холодного климата, скудных почв, массовый голод на территории Финляндии периодически случался.
Так, голод 1696—1697 годов с бо́льшим основанием может быть назван «Великим» — по некоторым подсчётам, он унёс жизнь каждого третьего финна (по более правдоподобным данным — население Финляндии сократилось на 1/5 часть).

## Причины голода
Лето 1866 года оказалось чрезвычайно дождливым, вследствие чего урожай зерновых культур, картофеля и овощей оказался крайне низок, а собранный урожай было трудно сохранить. Большие проблемы с продовольствием начались уже осенью 1866 года, хотя массовых смертей от голода ещё не было. Надеялись на урожай следующего года.
Но весна в 1867 году началась очень поздно: так, средняя температура в Хельсинки в мае 1867 года была на 8 градусов ниже, чем обычно, а реки и озёра были покрыты льдом до начала июня. В довершение всего, в начале сентября ударили сильные заморозки, и урожаи зерновых культур погибли. Уже осенью начался массовый голод.

## Действия властей
Правительство Великого княжества Финляндского не обладало средствами для закупки продовольствия в необходимых объёмах.
Большую роль сыграло неблагоприятное стечение обстоятельств: финансовая система Великого княжества была в стадии становления.
Так, финская марка лишь в 1865 году, то есть за год до начала голода, была отделена от рубля и привязана к международному серебряному стандарту, став по-настоящему независимой валютой.
«Отец финской марки», Министр финансов Йохан Вильгельм Снелльман в такой ситуации откровенно опасался больших внешних заимствований.
Лишь в конце 1867 года, когда голод уже свирепствовал вовсю, власти Великого княжества, наконец, решили взять «экстренный» заём в Банке Ротшильдов, начав закупки продовольствия в Европе. Но к тому времени, отчасти из-за спекулятивных махинаций, а отчасти из-за сезонного повышения цен, стоимость зерна уже значительно повысилась.
Когда продовольствие, хотя и в недостаточном количестве, поступило, выявилась следующая проблема: слабое развитие коммуникаций. Часто продовольствие было невозможно доставить до районов, поражённых голодом.
В результате в срочном порядке были начаты многие общественные проекты по строительству дорог и портов; самым значительным было строительство 348-километровой железной дороги Рийхимяки — Санкт-Петербург.
В 1868 году погода возвратилась к среднегодовым значениям, и урожай был достаточно хороший, однако, распространившиеся инфекционные болезни («спутники голода») унесли ещё много жизней.

## Последствия
Нерасторопность властей Великого княжества в борьбе с голодом была очевидной, но к большим политическим последствиям он не привёл. Впрочем, Йохан Снелльман в 1868 году всё же был вынужден уйти из Сената.
До 1870-х годов городское население Финляндии было минимальным, рабочий класс почти отсутствовал, а политических течений, которые могли бы спекулировать на теме голода, почти не существовало. Крестьянство восприняло голод скорее как «небесную кару». Сыграла роль и лояльность финнов к собственной власти в условиях становления финского самосознания.
В любом случае, невозможно не признать, что правительство Великого княжества обладало большим чувством ответственности перед собственным народом, и в течение следующих лет приложило все силы, чтобы голод больше не повторился. Присутствовало и определённое чувство вины за собственное бездействие в самый разгар голода.
Так или иначе, в течение последующих лет:
- Были проведены коренные преобразования сельского хозяйства Великого княжества, направленные на интенсификацию существующих сельскохозяйственных культур, на повышение их разнообразия (для снижения зависимости от природных факторов), и т. д. По существу, именно в годы после голода 1866—1868 гг. была заложена основа нынешнего процветания сельского хозяйства Финляндии.
- Начато интенсивное строительство внутренних коммуникаций (в основном — железных дорог).
- Снижены налоги, либерализирована экономика и т. д.
- Стала практиковаться выдача целевых кредитов физическим лицам, в том числе — крестьянским хозяйствам.

В целом, в финской литературе отмечается, что несмотря на страшные последствия, голод 1866—1868 гг. послужил и своеобразной «встряской», толчком в развитии страны.

## Эмиграция
Голод вызвал волну эмиграции финского населения, направленной прежде всего в США, где образовался целый район, прозванный «финская петля» (Finn-Loop). В основном финны работали в горной промышленности, сельском хозяйстве, лесозаготовке, то есть в тех отраслях, которые были развиты в Финляндии. Немало финнов, спасаясь от голода, уехали в Санкт-Петербург.

## Прочие факты
Поскольку науки были достаточно развитыми, а Великое княжество — открытой для исследования территорией, голод 1866—1868 годов впоследствии тщательно анализировался как финнами, так и западноевропейскими учёными. В результате, в мировой науке возникло лучшее понимание роли голода в распространении инфекционных болезней, лучшее понимание демографических процессов, и т. д.